# Магнит Биттера

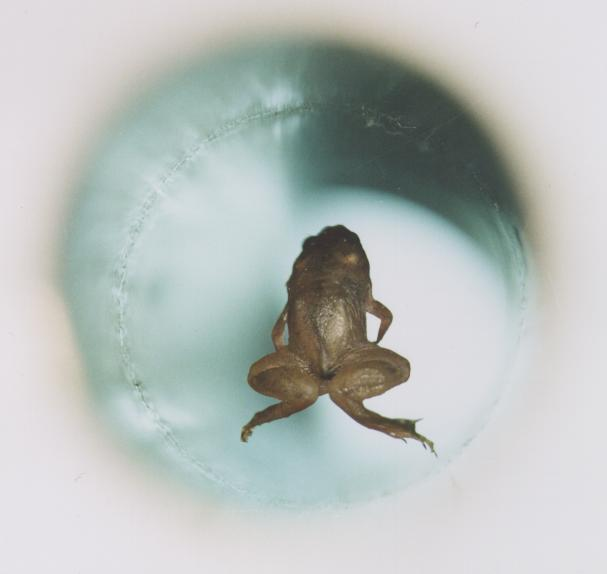
Действие магнитного поля с индукцией 16 тесла, созданного при помощи катушек Биттера, на компактные диамагнитные объекты — диамагнитная левитация. (Шнобелевская премия по физике за 2000 год.)

Магнит Биттера (соленоид или катушка Биттера) — тип электромагнитов, используемых для создания стационарных (не импульсных) очень сильных магнитных полей. Изобретены Фрэнсисом Биттером в 1933 году. При помощи таких магнитов получено поле с магнитной индукцией превышающей 35 Тл (2008 год).

## Устройство

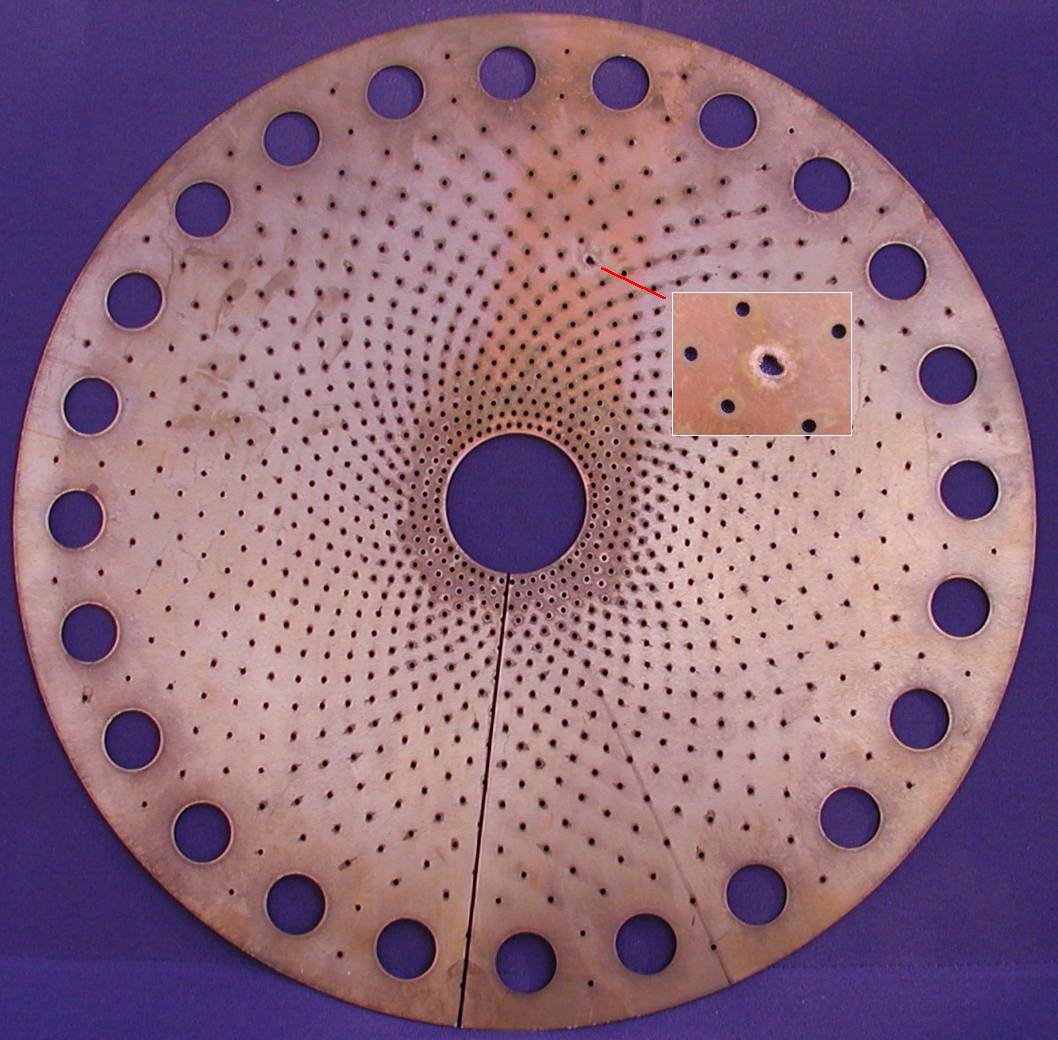
Медная пластина с диаметром 40 см — один из витков магнита Биттера с полем до 16 Тл. Охлаждающая жидкость прокачивается через отверстия. Рабочий ток до 40 кА. Увеличено поврежденное перегревом отверстие.

Магнит (катушка) Биттера состоит из множества металлических дисков, разрезанных по радиусу (Пластины Биттера). Диски чередуются с дискообразными диэлектрическими прокладками, формируя двойную спираль. После формирования спирали в дисках проделывается несколько сотен сквозных отверстий, через которые прокачивается жидкость в целях охлаждения установки.
В первом, построенном в 1936 году магните Биттера использовались в качестве витков медные диски, изолированные друг от друга пластинами слюды. Через 600 отверстий прокачивалось 800 галлонов воды в минуту (50 литров в секунду). Электрическая мощность установки составляла 1,7-2 МВт. Достигнутая напряжённость магнитного поля составляла до 10 Тесла (100 тыс. Гс), при этом установка была кратковременно работоспособна вплоть до 15,2 Тл. Этот магнит функционировал до 1962 года, при этом до 1958 года он оставался самым сильным магнитом в мире с длительно поддерживаемым постоянным полем.
В современных магнитах Биттера изменены форма разреза диска (изогнутый разрез вместо прямого радиального) и расположение и форма охлаждающих отверстий (используются отверстия в виде щели вместо круглых). В современных магнитах форма и размер витков-пластин, расположенных по торцам магнита, может плавно изменяться.
Основным недостатком соленоидов Биттера является их высокая потребляемая мощность из-за резистивного нагрева. Но они применяются для создания сильных магнитных полей, недостижимых для сверхпроводящих магнитов (критическое поле, разрушающее сверхпроводимость, для распространенных сверхпроводников составляет 8-28 Тл, реально используются магниты до 10—20 Тл).

## Рекордные установки
В 2011 году в National High Magnetic Field Laboratory (Tallahassee, Флорида, США) установлен магнит Биттера с максимальным стационарным полем в 36,2 Тл. Используется несколько сотен пластин Биттера, организованных в 4 цилиндрических вложенных друг в друга магнита. Электрическая мощность — 19,6 МВт, для охлаждения прокачивается 139 литров воды в секунду.
Более мощные постоянные поля, вплоть до 45 Тл, достигаются в магнитах Биттера, установленных внутри сверхпроводящего магнита.

## Интересные факты
- Соавтором статьи о наблюдении вращения Земли с помощью левитирующих диамагнитных гироскопов в поле, создаваемом магнитом Биттера, стал хомячок по кличке «H. A. M. S. ter Tisha», принимавший «непосредственное участие» в экспериментах по левитации[5][6].